# Kong Olavs besøg 1958
Kong Olavs besøg 1958 er en dansk dokumentarisk optagelse fra 1958.

## Handling
Den norske kong Olav 5.'s første officielle besøg i Danmark efter tronbestigelsen. Besøget finder sted den 11. september 1958. Fra Kronborg saluteres det norske kongeskib. Kong Olav og prinsesse Astrid modtages ved Toldboden af kong Frederik 9. og dronning Ingrid og andre medlemmer af den danske kongefamilie. I åben karet og eskorteret af Gardehusarerne kører de gennem Københavns gader til Amalienborg Slotsplads, hvor mange mennesker er samlet for at hylde de kongelige, der viser sig på slottets balkon. Efterfølgende besøger de Mindelunden i Ryvangen, hvor der nedlægges kranse, og ved Mindeankeret ved Nyhavn. Besøget inkluderer også visitter i Roskilde Domkirke, på herregården Gisselfeld, atomforsøgsstationen Risø, hvor Niels Bohr tager imod, samt på Københavns Rådhus.